# Present Pleasure
『Present Pleasure』（プレゼント・プレジャー）は、ZOOの2枚目のオリジナル・アルバム。1991年12月15日にFOR LIFEから発売。

## 概要
『NATIVE』から半年で発売された2作目はミニ・アルバム。先行シングル「Choo Choo TRAIN」はリミックスも含めて2バージョン収録。
1992年3月4日にカセットテープでも発売。

## チャート成績
オリコン初登場は10位だったが、1992年1月27日付で1位を獲得。シングル・アルバム含め初の1位を獲得した。1位を獲得したのはシングル・アルバム含め本作のみ。ZOOのアルバムの中では最高売上を記録。

## CD収録曲
1. Choo Choo TRAIN (Remix Version) (7:36)
作詞：佐藤ありす
作曲：中西圭三　編曲：岩崎文紀
4thシングル『Choo Choo TRAIN』のリミックス・バージョン。
2. 恋のブギ・ウギ・トレイン (6:43)
作詞：吉田美奈子
作曲：山下達郎
編曲：岩崎文紀
アン・ルイスの17thシングルのカバー。
3. Present Pleasure (4:21)
作詞：佐藤ありす
作曲：中西圭三
編曲：小西貴雄
コーラス：中西圭三
新曲。アルバム表題曲。
4. Choo Choo TRAIN (4:32)
作詞：佐藤ありす
作曲：中西圭三
編曲：岩崎文紀
ブレイクのきっかけとなった4thシングル。
5. After Care (Album Version) (6:51)
作詞：佐藤ありす
作曲・編曲：岩崎文紀
4thシングル『Choo Choo TRAIN』C/Wのアルバム・バージョン。

## カセットテープ収録曲
SIDE A
1. Choo Choo TRAIN (Remix Version)
2. 恋のブギ・ウギ・トレイン
3. Present Pleasure
4. Choo Choo TRAIN
5. after care (Album Version)

SIDE B
1. Choo Choo TRAIN
2. 恋のブギ・ウギ・トレイン
3. Present Pleasure
4. Choo Choo TRAIN (Backing Vocal Less)※CD未収録
5. after care (Album Version)